# Myrmarachne leleupi
Myrmarachne leleupi là một loài nhện trong họ Salticidae.
Loài này thuộc chi Myrmarachne. Myrmarachne leleupi được Fred R. Wanless miêu tả năm 1978.